# Edward Idris Cassidy

Edward Idris Cassidy, född 5 juli 1924 i Sydney, New South Wales, död 10 april 2021 i Newcastle, New South Wales, var en australisk kardinal i Katolska kyrkan. Mellan 1989 och 2001 var han ordförande för Påvliga rådet för främjande av kristen enhet.